# ゆふいんこども映画祭
ゆふいんこども映画祭（ゆふいんこどもえいがさい）は、大分県由布市湯布院町で開催される映画祭。

## 概要
1989年に旧湯布院町で始められた児童向けの映画を対象にする映画祭で、湯布院映画祭に次ぐ湯布院で2つめの映画祭である。毎年3月の第2土･日曜に2日間にわたって開催される。主会場は由布市湯布院公民館。
湯布院町教育委員会・ゆふいんこども映画祭実行委員会などが主催し、毎年テーマを決めて大人と子供が一緒に楽しむことができる良質な映画を上映する。由布市内の小中学生に限って、500円ですべての映画を鑑賞できるフリーパス券が発行される。